# Air Greenland
Air Greenland (voorheen Grønlandsfly) is de nationale luchtvaartmaatschappij van Groenland. De maatschappij voert diverse diensten uit op het gebied van luchtverkeer, waaronder personenvluchten, vrachtvluchten, heliski, luchttaxi en ambulancevluchten. Air Greenland is de enige luchtvaartmaatschappij die binnenlandse vluchten verzorgt en een van de weinige maatschappijen die Groenland met het buitenland verbindt.
Sommige vluchten leveren te weinig op om zelf die lijndiensten te onderhouden, maar omdat veel plaatsen op geen enkele andere manier bereikbaar zijn, subsidieert de Groenlandse overheid deze vluchten.
Tot mei 2019 was 37,5% van de maatschappij in handen van de SAS Groep en 25% eigendom van de Deense overheid. De Groenlandse overheid betaalde 462 miljoen DKK voor de 62,5% aandelen waarna ze de enige eigenaar werd.
Tot de Air Greenland group behoren o.a. ook Greenland travel en hotels, zoals het Arctic hotel in Ilulissat en hotel Kangerlussuaq bij de gelijknamige luchthaven.

## Vloot
De gehele Groenlandse vloot draagt de rode kleur, om 2 redenen:
- Groenland. De vlag van Groenland is rood met wit.
- Mocht er ooit een crash plaatsvinden, dan is het wrak van een rood toestel makkelijker te vinden in de Groenlandse sneeuw.

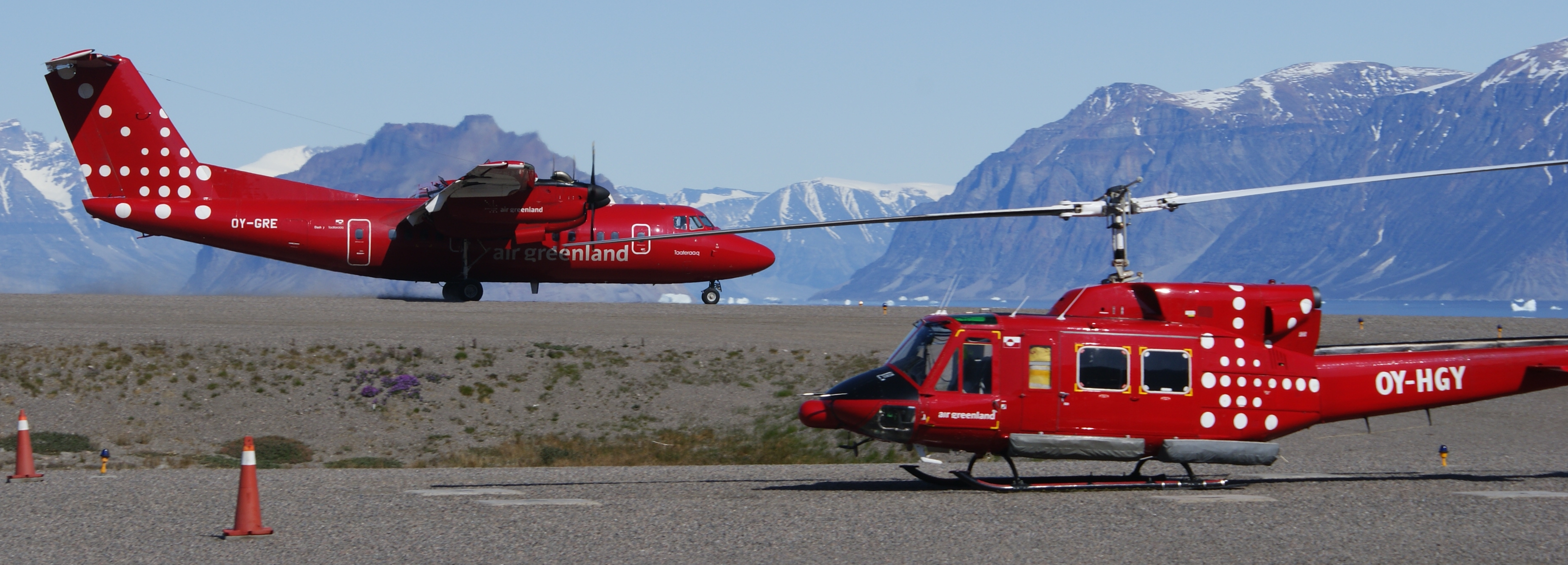
Een Dash 7 en een Bell 212 van Air Greenland

De vloot van Air Greenland bestaat in oktober 2024 uit 10 toestellen:
- 1 Airbus A330-800neo
- 1 Beechcraft B200 King Air
- 8 De Havilland Canada DHC-8-200

In januari 2020 besliste Air Greenland om in 2022 hun Airbus A330-200 te vervangen door een Airbus A330-800neo.

## Belangrijkste bestemmingen
- Kopenhagen, Denemarken
- Narsarsuaq
- Nanortalik
- Qaqortoq
- Narsaq
- Paamiut
- Nuuk
- Maniitsoq
- Kangerlussuaq
- Sisimiut
- Aasiaat
- Ilulissat
- Qasigiannguit (alleen 's winters)
- Qeqertarsuaq (alleen 's winters)
- Qaarsut (voor Uummannaq)
- Upernavik
- Qaanaaq
- Nerlerit Inaat (voor Ittoqqortoormiit)
- Kulusuk
- Reykjavík, IJsland (alleen 's zomers)

Vanuit diverse van deze vliegvelden vliegen district helikopters naar overige plaatsen in de omgeving. Air Greenland is hard op zoek naar nieuwe verbindingen, waaronder een tussen Kangerlussuaq en Aalborg. Een eerdere nieuwe verbinding met Baltimore bleek echter verliesgevend.